# Bernsteinelch von Weitsche

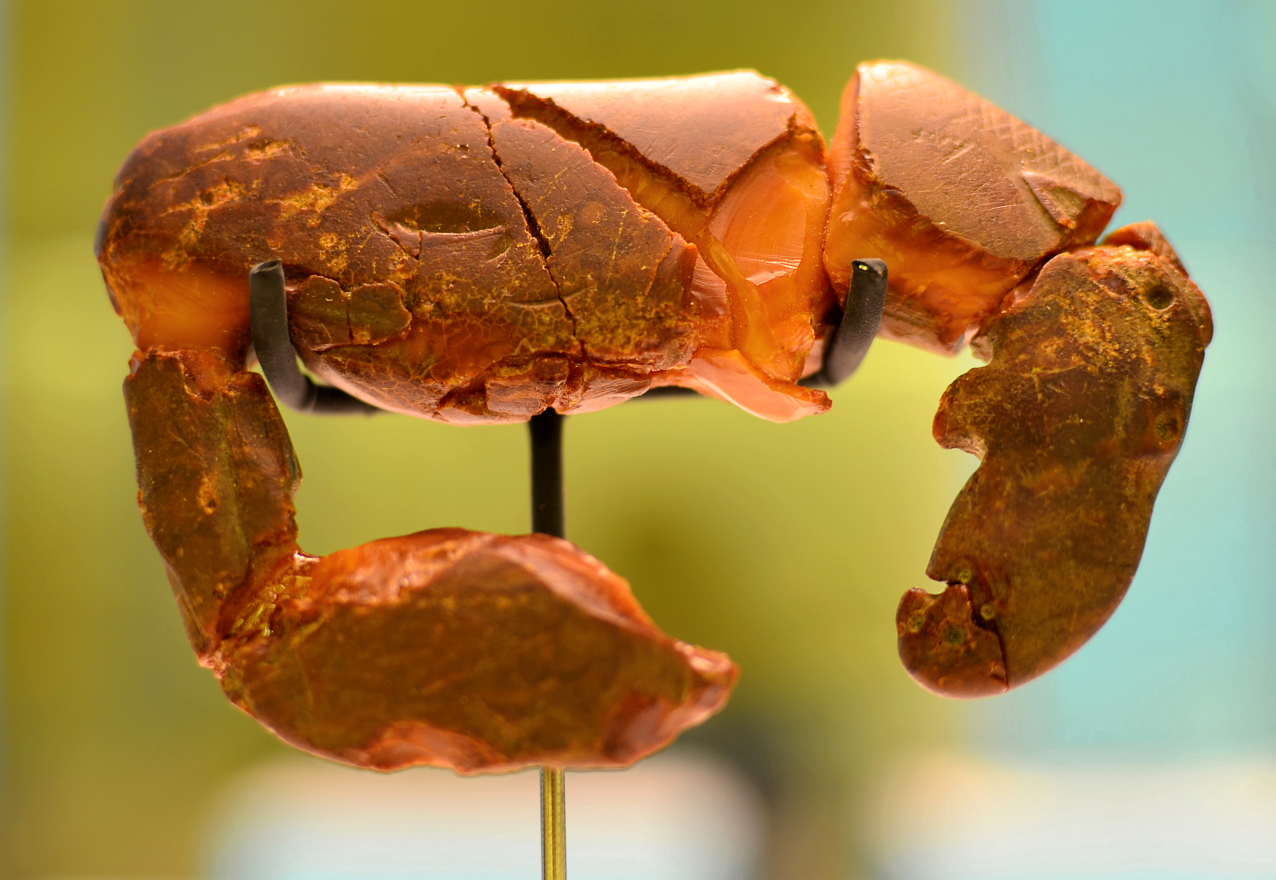
Bernsteinelch von Weitsche

Der Bernsteinelch von Weitsche ist eine im Spätpaläolithikum hergestellte Figur eines Elches aus Bernstein, dessen einzelne Teile zwischen 1994 und 2004 nahe dem Lüchower Ortsteil Weitsche in Niedersachsen gefunden wurden. Die fast 14.000 Jahre alte Figur wird im Niedersächsischen Landesmuseum in Hannover ausgestellt. Sie gilt als früheste Darstellung eines Elches und als erste Tierdarstellung in der nordeuropäischen Tiefebene.

## Fundstelle
Die Fundstelle liegt im hannoverschen Wendland im Landkreis Lüchow-Dannenberg in der Talaue der Jeetzel zwischen Dannenberg und Lüchow. Im engeren Sinne ist dies ein Bereich zwischen Grabow und Weitsche an der Alten Jeetzel, einem mäandrierenden und parallel fließenden Nebenarm. Dort finden sich in einem 20 ha großen Gelände Überreste von mehr als 100 steinzeitlichen Lagerplätzen. Die 30 einzelnen Teile des Bernsteinelchs wurden auf dem Lagerplatz Weitsche 1 gemeinsam mit etwa 20 weiteren Fragmenten von bearbeitetem Bernstein gefunden, was laut dem Urgeschichtler Stephan Veil auf eine steinzeitliche Bernsteinwerkstatt schließen lässt. Darüber hinaus fanden sich Tausende von Artefakten aus Feuerstein in dem Areal. Die Fundstelle liegt im grundwassernahen Flussbereich und war bis zur Regulierung der Jeetzel in den 1950er Jahren regelmäßig im Frühjahr überschwemmt. Erst danach gab es eine landwirtschaftliche Nutzung der Flächen. Die Fundstücke wurden alle in der obersten Bodenschicht, einem etwa 25 cm mächtigen Pflughorizont, geborgen. Um die Landschaftssituation am Ende der letzten Eiszeit zu rekonstruieren, kam es an der Fundstelle von 2007 bis 2012 zu geowissenschaftlichen Untersuchungen des Instituts für Geosysteme und Bioindikation der TU Braunschweig. Sie erfolgten als interdisziplinäres Projekt mit anderen Forschungseinrichtungen, wie dem Institut für Geobotanik der Universität Hannover, dem Helmholtz-Zentrum Potsdam und dem Niedersächsischen Institut für historische Küstenforschung.

## Beschreibung

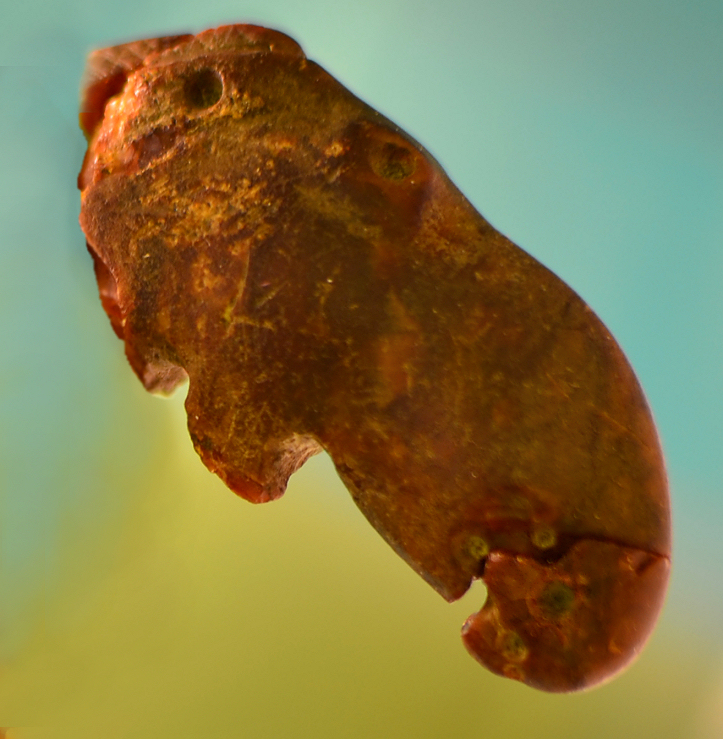
Der im Jahr 2004 gefundene Elchkopf

Die Elchfigur ist etwa handtellergroß und hat eine Länge von ca. zehn cm. Sie zeigt ein Tier mit tief zum Boden gesenktem Kopf, der rund vier cm lang ist. Die Bernsteinoberfläche war ursprünglich honiggelb und poliert. Im Laufe der Jahrtausende wurde sie rotbraun patiniert und matt. Trotzdem ist das Fundmaterial außerordentlich gut erhalten, was auf die feuchte Lagerung unter luftdichten Lehmschichten und Lichtabschluss zurückzuführen ist. Die einzelnen Körperpartien, wie Beine, Rumpf, Kopf und der Hals mit Wamme, erscheinen realistisch proportioniert. Ein Schwanz ist nicht vorhanden. Während Rumpf und Beine schematisch wirken, ist der Kopf sorgfältiger gearbeitet. An ihm sind die Augen, Gehörgänge und Nüstern naturnah und plastisch wiedergegeben. Der Mauleinschnitt ist auf jeder Körperseite mit acht eingebohrten Löchern markiert. Der Nacken ist mit einem eingravierten Rautenband verziert, das die Mähne darstellen soll. Wegen des fehlenden Geweihansatzes wird das Tier als Elchkuh angesehen.
Typologisch wird die Figur im Vergleich mit anderen datierten Funden dem Spätpaläolithikum (12.500–9700 v. Chr.) zugeordnet. Eine technische Datierung erfolgte mittels Radiokarbonmethode, wobei nicht das Material der Figur, sondern Knochenkohle aus dem unmittelbaren Fundkontext untersucht wurde. Dies ergab eine Zeitstellung von etwa 11.700 v. Chr. Die frühere Funktion der Elchfigur ist nicht bekannt. Prähistoriker vermuten, dass es sich um den Aufsatz eines Stabes gehandelt haben könnte. Derartige Darstellungen finden sich auf nacheiszeitlichen Felsbildern in Skandinavien.
Ähnlichkeiten des Bernsteinelchs von Weitsche bestehen mit der aus Geweih gefertigten Elchskulptur, die 1914 bei Bonn im etwa 14.000 Jahre alten Doppelgrab von Oberkassel entdeckt wurde. Eine ähnliche Bernsteinskulptur eines Elches wurde 2015 am Strand von Næsby an der Westküste der Insel Seeland in Dänemark gefunden.

## Entdeckung und Ausgrabungen
Mitte der 1980er Jahre unternahm der Berliner Hobbyarchäologe Klaus Breest in der Talaue der Jeetzel bei Weitsche Feldbegehungen. Dabei stieß er auf Spuren steinzeitlicher Lagerplätze, die durch das Pflügen an die Oberfläche gelangt waren. Seine Funde waren ab 1991 Anlass einer systematischen Prospektion nach Feuersteinwerkzeugen und -abfällen. Sie erfolgte durch die Urgeschichtliche Abteilung des Niedersächsischen Landesmuseums unter dem Prähistoriker Stephan Veil. Es konnten etwa 100 Lagerplätze von Federmesser-Gruppen gefunden werden, die hier am Übergang von der letzten Eiszeit zur Nacheiszeit vor etwa 13.000 bis 14.000 Jahren als frühe Waldjäger lebten. Bei einer Feldbegehung im Mai 1994 wurde ein bearbeitetes Stück Bernstein gefunden. Eine Ausgrabung im August 1994 führte zum Auffinden mehrerer Artefakte aus Bernstein, die zusammengesetzt den Rumpf eines Tieres ergaben, bei dem die Forscher zunächst von einem Wildpferd ausgingen. Bei Folgegrabungen in den Jahren 1995 und 1996 wurden weitere Teile, darunter die Hinterbeine und der Hals geborgen. Der Kopf wurde seinerzeit nicht gefunden, sodass es zur weiteren Suche Sponsoren für die Grabungskosten in Höhe von 50.000 DM bedurfte. Bei einer erneuten Grabungskampagne im Jahr 2004 konnte der fehlende Kopf der Figur gefunden werden. Wegen der kleinen Fundstücke erforderten die archäologischen Maßnahmen ein Schlämmen und Sieben der fundführenden Erdschicht, was maschinell erfolgte. Bis zum Fund des Kopfes wurden auf diese Weise etwa 700 m³ Erdreich untersucht.
2025 wurden die Ausgrabungen an dem Fundplatz, der als älteste bekannte Bernsteinwerkstatt gilt, fortgesetzt. Sie galten der Suche nach neuen Artefakten und der Entnahme von Bodenproben, um die Landschaft und das Leben der späteiszeitlichen Menschen zu rekonstruieren. Vorgenommen wurden die Untersuchungen vom Niedersächsischen Landesamt für Denkmalpflege in Zusammenarbeit mit der Universität Aarhus und dem Landesmuseum Hannover.

## Bedeutung
Der Bernsteinelch von Weitsche mit einem Alter von fast 14.000 Jahren ist das älteste Kunstwerk Niedersachsens und die früheste Tierdarstellung aus Bernstein unter einem Dutzend bekannter Tierfiguren aus diesem Material. Die Figur entstand am Ende der Eiszeit, als sich durch die Klimaerwärmung Wälder gebildet hatten, in denen die ersten Waldjäger Elche jagten. Die Waldjägerkultur löste die Kultur der Steppenjäger des vorangegangenen Magdaléniens ab, in deren Bilderwelt Rentiere und Mammute vorkamen.
Prähistoriker sehen im Bernsteinelch von Weitsche einen Schlüsselfund zum Verständnis der späteiszeitlichen Kunstentwicklung. Die kulturgeschichtliche Bedeutung der Elchfigur beruhe darauf, dass von den Menschen dieser Zeitstellung (Federmesser-Gruppen) nur wenige künstlerische Äußerungen bekannt sind. Meist handelt es sich um abstrakt-geometrische Muster auf Fels; Darstellungen von Mensch und Tier sind sehr selten. Die vorangegangenen Steppenjägerkulturen waren dagegen kunstfreudiger und malten Höhlen, wie Altamira in Spanien oder Ignatievka im Ural, mit Bildern aus. Daraus schloss die wissenschaftliche Forschung bisher auf eine künstlerische Verarmung der Waldjägerkulturen, wobei das qualitätsvoll gearbeitete Bernsteintier diese Einschätzung in einem anderen Licht erscheinen lässt.